# Kolhicin
Kolhicin, lijek koji se koristi u liječenju gihta, bolesti koju karakterizira teška upala u jednom ili više zglobova ekstremiteta. Kolhicin se dobiva iz jesenskog mrazovca (Colchicum autumnale). Mehanizam kojim kolhicin ublažava bol kod gihta, koji je uzrokovan čvrstim naslagama mokraćne kiseline u zglobovima, bubrezima i drugim tkivima, nije poznat. Nuspojave uključuju proljev i druge gastrointestinalne smetnje.